# Molen van Carolus Houben
De Molen van Carolus Houben is een voormalig watermolencomplex op de Geleenbeek te Munstergeleen, gelegen aan Pater Carolus Houbenstraat 8.
Het betrof een dubbelmolen van het middenslagtype. Op de linkeroever stond een korenmolen en op de rechteroever een oliemolen.

## Geschiedenis
De eerste schriftelijke vermelding van de molen is van 1287, toen de molen aan de Abdij van Val-Dieu werd verkocht. In 1291 zou de tweede molen zijn gebouwd. Beide molens werden verpacht. Gedurende de 19e eeuw kregen beide molens verschillende eigenaren: de families Houben en Welters. De huidige gebouwen zouden uit 1797 stammen, dus nadat de abdij door de Fransen was opgeheven. Dit gaf weleens problemen aangaande de toevoer en het gebruik van het water. In 1891 werd ook toegestaan om de oliemolen als korenmolen in te richten. In 1894 kwamen beide molens weer aan één bezitter: Welters. Beide molens hadden een onderslagrad, maar dat van de molen op de rechteroever werd toen door een middenslagrad vervangen.
In 1914 werd het olieslaggedeelte verwijderd en kwam er een houtzagerij. In 1939 werd een turbine en een nieuwe maalinrichting geplaatst. De waterraderen werden verwijderd. Begin jaren 50 van de 20e eeuw werd het korenmolengedeelte stilgelegd en in 1967 stopte ook de houtzagerij. De waterrechten werden in 1974 aan het waterschap verkocht. Sindsdien was er geen watermolenbedrijf meer. Uiteindelijk kwam er een antiekzaak en een timmerwerkplaats in de molen.
Tot het complex behoort ook het geboortehuis van de in 1821 geboren en in 1988 zalig verklaarde Karel Houben. Een schuur tegenover de molen is als gedachteniskapel ingericht: de Pater Karelkapel.

## Gebouw
De voormalige olie- en houtzaagmolen bevat nog een groot deel van het oude molenwerk. De lage gebouwen, zoals het woonhuis, zijn gewit en hebben deels nog vakwerkbouw.
Direct aansluitend aan het complex ligt de Karelhoeve (Pater Carolus Houbenstraat 6), een gesloten hoeve uit de 18e eeuw, deels met vakwerk.